# هارولد إس. بندر
هارولد إس. بندر (بالإنجليزية: Harold S. Bender)‏ هو كاتب أمريكي، ولد في 19 يوليو 1897 في إلخارت في الولايات المتحدة، وتوفي في 21 سبتمبر 1962.